# Trzebunia
Trzebunia – wieś w Polsce, położona w województwie małopolskim, w powiecie myślenickim, w gminie Pcim. W latach 1975–1998 miejscowość administracyjnie należała do województwa krakowskiego.

## Położenie
Trzebunia leży w Beskidzie Makowskim. Jej zabudowania rozłożone są w górnej części biegnącej mniej więcej równoleżnikowo doliny potoku Trzebuńka, aż po samą Przełęcz Szklarską na zachodzie. Od północy otaczają ją stoki Pasma Babicy, natomiast od południa stoki Pasma Koskowej Góry. Jak podawał pod koniec XIX w. "Słownik geograficzny Królestwa Polskiego i innych krajów słowiańskich", wieś charakteryzowały "Gleba zimna, owsiana i kamienista, lasy świerkowe".

## Historia
Trzebunia to najmłodsza miejscowość w obecnej gminie Pcim. Wieś Trzebunia założona została prawdopodobnie jeszcze za króla Kazimierza Wielkiego, czyli w XIV w. Pierwsza wzmianka pisana, która dotyczy osady Trzebunya pochodzi z inwentarza starostwa lanckorońskiego z 1443 r. W kolejnym inwentarzu z 1446 r. nazwa osady zapisana została jako Trzebinia. Natomiast pewny jest fakt, iż miejscowość ta istniała w 1410 r. czego dowiadujemy się z aktu lokacyjnego miejscowości Stróża, gdzie jej nazwa zapisana została w formie Strzebuna.
W 1581 r. wchodziła w skład majątków starostwa lanckorońskiego z siedzibą na zamku lanckorońskim. Należała wówczas do parafii w Rudniku. Płacono w niej wówczas podatki od łanu sołtysiego, jednego łanu kmiecego, 3 komorników z bydłem, 2 komorników bez bydła, 2 rzemieślników, 14 zarębników (bez roli) i 150 owiec. W 1619 r. zbudowano w niej murowany kościół. Do parafii w Trzebuni należeli później również wierni z położonych po drugiej stronie Pasma Koskowej Góry Więciórki i Zawadki. Pod koniec XIX w. w Trzebuni było 287 domów z 1664 mieszkańcami, z czego 1659 było rzymskimi katolikami a 5 żydami. Działała szkoła ludowa. Część gruntów wiejskich, w tym m.in. 62 morgi roli i 519 morgów lasu, należała wówczas do klucza myślenickiego, którego właścicielką była Cecylia, księżna Lubomirska.
| części wsi | Balinkowa, Błachutówka, Burtanowa, Bylicówka, Chorwatówka, Ciusiowo, Dziubkowa, Gorylowo, Grabkowo, Hodurkowo, Jaroszowo, Kęsoniowa, Kowalikowo, Kowalowa, Kuligowo, Leśniczówka, Ligęzy, Łatasówka, Matlakówka, Młynarczykówka, Orawinowo, Pabisówka, Skrzeczkowa, Stopkowo, Sufletowa, Wnękowa, Woźnicowa, Wronowo, Zagrody Słoneczne, Zagrody Zapaczne |

## Zabytki
Obiekt wpisany do rejestru zabytków nieruchomych województwa małopolskiego.
- Kościół parafialny pw. św. Marii Magdaleny, otoczenie.

## Galeria zdjęć

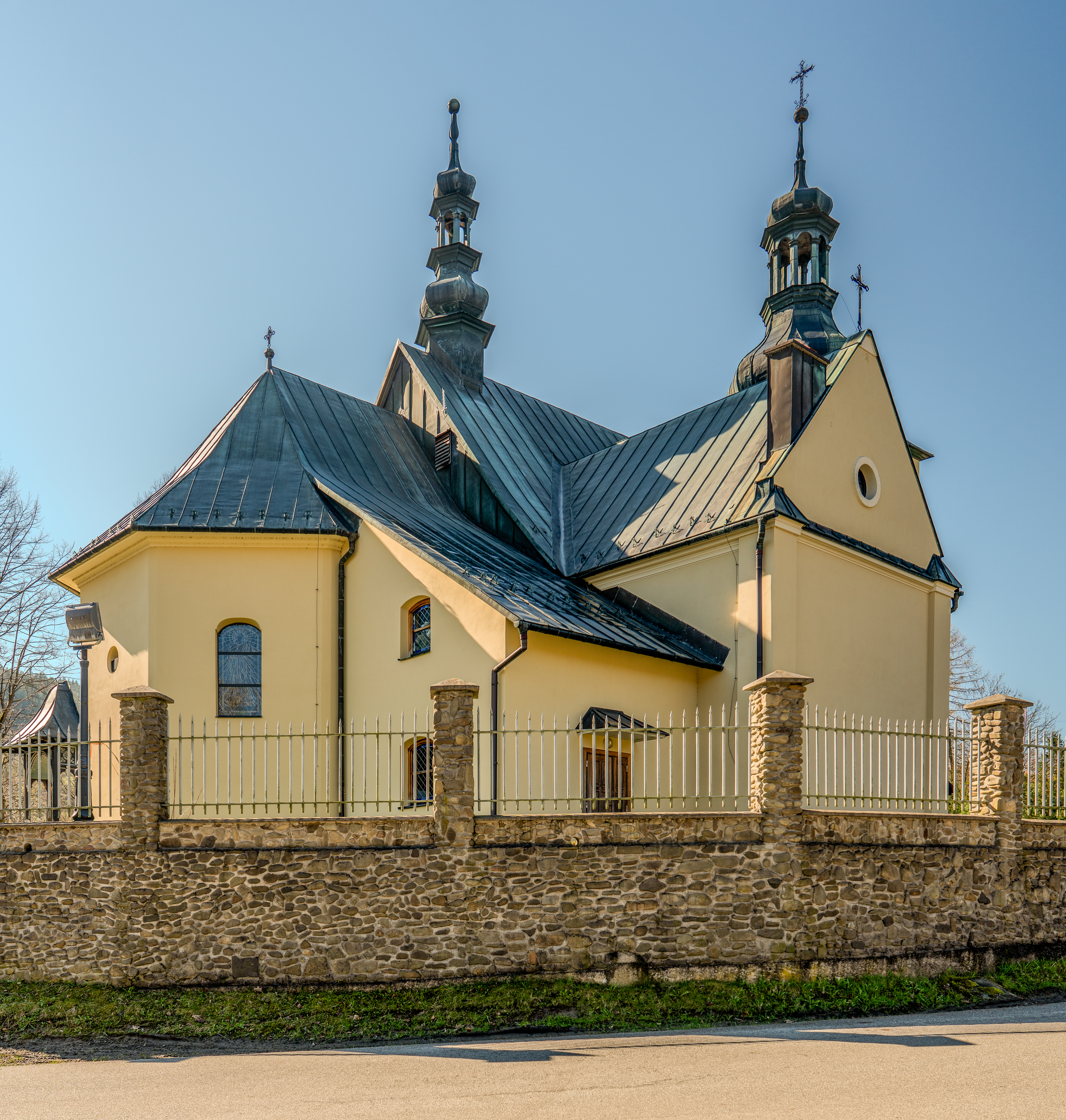
Kościół
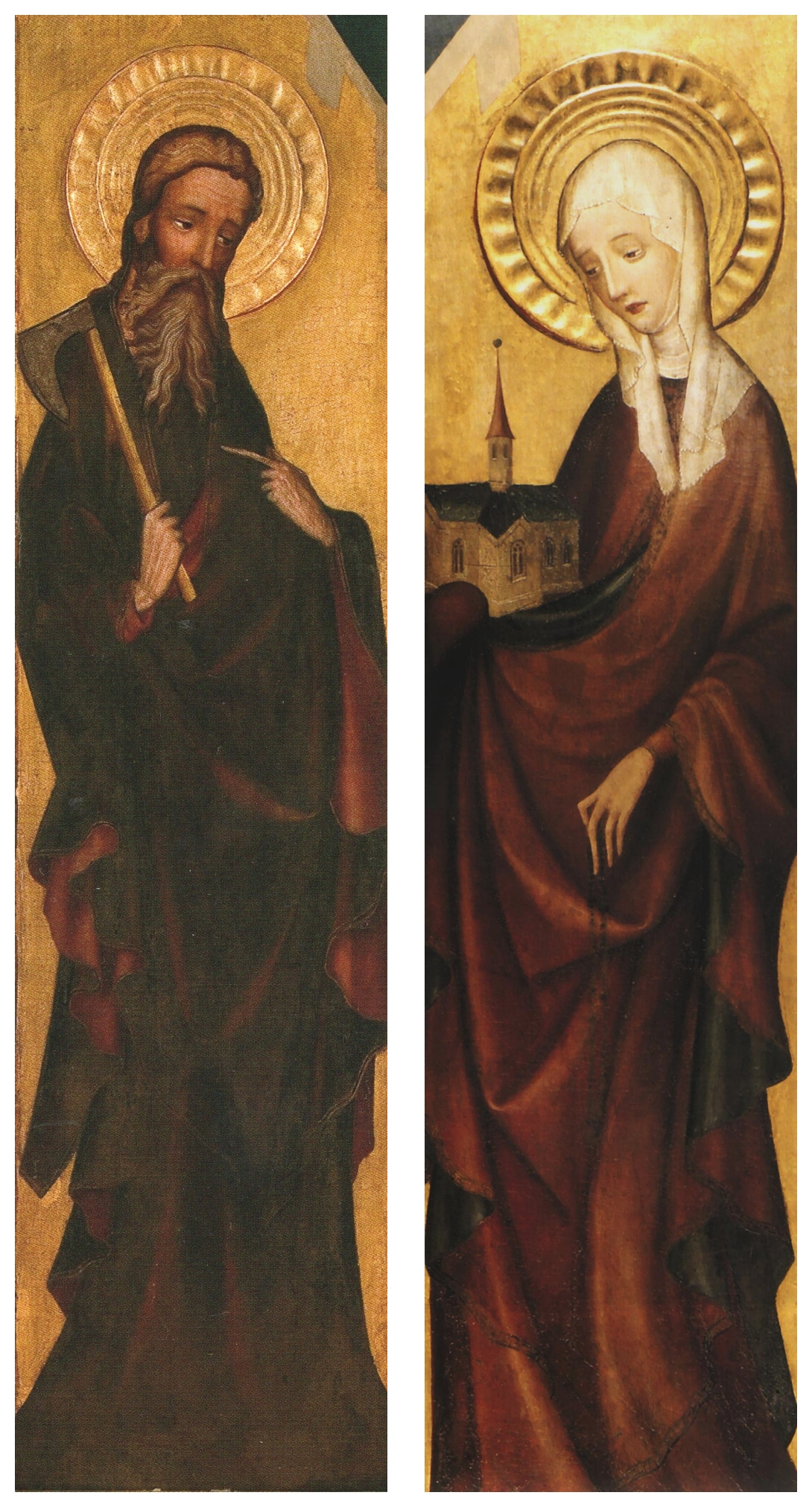
Tryptyk z Trzebuni